# مؤثر تفاضلي

دالة توافقية محددة في الحلقة. الدوال التوافقية هي بالضبط تلك الدوال التي تكمن في كيرنيل لمؤثر لابلاس، مؤثر تفاضلي مهم.

في الرياضيات، المؤثر التفاضلي هو المؤثر المعرف على أنه دالة لمؤثر التفاضل. من المفيد اعتبار التفاضل عمليةً تجريديةً تقبل دالة وترجع دالة أخرى (في نمط دالة ذات ترتيب عالي في علوم الحاسوب).

## التدوينات
المؤثر التفاضلي الأكثر شيوعًا هو عمل أخذ المشتق. تتضمن الترميزات الشائعة لأخذ المشتق الأول بالنسبة للمتغير x :
{\displaystyle ,{d \over dx},D,\,D_{x}\,} و {\displaystyle \partial _{x}}.
يمكننا التعبير عن المشتق من المرتبة n كالتالي:
{\displaystyle {d^{n} \over dx^{n}},}{\displaystyle D^{n}\,,}{\displaystyle D_{x}^{n}} أو {\displaystyle {\partial _{x}^{n}}{}}.
في بعض الأحيان، يُعبَّر عن مشتق الدالة f للمتغير x كالتالي:
{\displaystyle [f(x)]'\,\!}
{\displaystyle f'(x).\,\!}
أحد المؤثرات التفاضلية الأكثر شيوعًا هو مؤثر لابلاس، المعرّف بـ:
{\displaystyle \Delta =\nabla ^{2}=\sum _{k=1}^{n}{\partial ^{2} \over \partial x_{k}^{2}}.}
المؤثر التفاضلي الآخر هو المؤثر Θ، أو المؤثر ثيتا، المعرف بـ:
{\displaystyle \Theta =z{d \over dz}.}، يُسمى هذا أحيانًا مؤثر التجانس.
{\displaystyle \Theta (z^{k})=kz^{k},\quad k=0,1,2,\dots }

## نابلا
يعد المؤثر التفاضلي دل (والذي يطلق عليه أيضًا مؤثر نابلا) مؤثر تفاضلي متجهي مهم. يظهر كثيرًا في الفيزياء في ميادين مثل الشكل التفاضلي لمعادلات ماكسويل. في الإحداثيات الديكارتية ثلاثية الأبعاد، يُعرَّف نابلا بـ:
{\displaystyle \nabla =\mathbf {\hat {x}} {\partial  \over \partial x}+\mathbf {\hat {y}} {\partial  \over \partial y}+\mathbf {\hat {z}} {\partial  \over \partial z}.}
يعرّف نابلا التدرج، ويُستخدم لحساب الدوران، والتباعد، ومؤثر لابلاس للعديد من الكائنات.